# Curro González
Curro González (Sevilla, 1960) es un pintor y artista español representante de la generación sevillana de los años 80.
Mantuvo una estrecha relación con el crítico y comisario Kevin Power, quien valoraba positivamente su obra. Durante aquella década, participó en al gunas de las iniciativas artísticas más relevantes surgidas en Sevilla, en las que también estuvieron presentes figuras internacionales como Julian Schnabel o Martin Kippenberger, y que tuvieron un impacto significativo en la escena local.
A principios de los 90 participó en la iniciativa contestataria "Plus Ultra", frente a algunas políticas ciudadanas en torno a la celebración de la Exposición Universal de 1992 en Sevilla. En este contexto creó una serie de "Retratos" en cerámica, que forman parte de la colección del Museo Nacional Centro de Arte Reina Sofía actualmente.
Ha cultivado la pintura, la escultura, la cerámica, la ilustración y la animación, esta última principalmente a través de la técnica de stop motion. Su visión crítica, humor e ironía están presentes en su poética, sea cual sea la disciplina elegida. 
En 2014 comisarió la muestra "Fin de Fiesta à Séville", para el MIAM de Sète (Francia), museo fundado por el también artista Hervé di Rosa. Ese mismo año fue el autor del cartel para el SEFF de Sevilla.
Su obra figura en las más importantes colecciones y museos españoles como la Fundación La Caixa, el Museo Nacional Centro de Arte Reina Sofía, la colección Banco de España, el Museo ARTIUM de Vitoria, el Centro Andaluz de Arte Contemporáneo, la colección Cajamadrid, la Fundación Coca-Cola, el Ayuntamiento de Pamplona o la colección Unicaja, así como en otras colecciones internacionales, como la de la Stadtbücherei de Stuttgart (Alemania).
En 2025 inaugura en el Espacio Santa Clara del Intituto de la Cultura y las Artes de Sevilla una muestra retrospectiva que incluye obras inéditas, y que supone un reconocimiento a su trayectoria por parte del público y las instituciones de su ciudad natal.

## Exposiciones (selección)
- 2005. El enjambre, Museo Reina Sofía de Madrid (España)[13]
- 2006. En el cielo no hay cerveza sin alcohol con el artista filipino Manuel Ocampo. Galería Ad Hoc (Vigo, España)[14]
- 2006. “¿Viva pintura!”, junto a Miki Leal, María José Gallardo y los hermanos MP Rosado. Hangart-7. Salzburgo (Austria)[15]
- 2010-2011. “Como un monumento al artista”. Esculturas. Centro Andaluz de Arte Contemporáneo, Sevilla, España[5]
- 2012. “Parada melancólica”. Galería Tomás March, Valencia, España[16]
- 2014. "Fin de Fiesta à Séville" (comisario). MIAM. Musée International des Arts Modestes. Sète, Francia.
- 2017. “El regreso del hijo pródigo”. Galería Rafael Ortiz, Sevilla
- 2018. "De algún modo, de cualquier manera". Centro de la cerámica de Triana, Sevilla.[6]
- 2019. "Donde están las cosas por hacer". Centro de Iniciativas Culturales de la Universidad de Sevilla.[2]
- 2024. "En un modo melancólico: las animaciones de Dan Kaplan". Centro de Iniciativas Culturales de la Universidad de Sevilla.[17]
- 2025. "Siguiendo el camino torcido". Espacio Santa Clara. ICAS. Sevilla.[12]